# TSV 1927 Weddingstedt
Der Turn- und Sportverein 1927 Weddingstedt e. V., kurz TSV Weddingstedt, ist ein Mehrspartensportverein aus Weddingstedt im Landkreis Dithmarschen in Schleswig-Holstein.

## Geschichte
Der 1927 gegründete TSV Weddingstedt bietet neben Handball auch die Sportarten Leichtathletik, Tennis, Freizeitsport, Badminton, Radsport, Senioren,  und Turnen an.

## Handball
Die Handballabteilung des TSV Weddingstedt nimmt mit drei Männermannschaften, zwei Frauenteams und elf Nachwuchsmannschaften am Spielbetrieb des Handballverbandes Schleswig-Holstein (HVSH) teil. Die größten Erfolge der Abteilung waren der Aufstieg in die viertklassige Oberliga Schleswig Holstein, Oberliga HH/SH, der Aufstieg in die Regionalliga Nord und das zweimalige Erreichen der Hauptrunde im DHB-Pokal. 
Die TSV Handballabteilung gehört auch zu den Gründungsmitgliedern der wieder neu eingeführten Regionalliga Nord. In der Saison 2024/25 spielten die Männer in der RL-Nord und die Frauen in der Verbandsliga Nord.

### Erfolge
| - DHB-Pokal Hauptrunde 1988, 1988/89 - Aufstieg in die Regionalliga Nord 2024 - Aufstieg in die Oberliga HH/SH (4. Liga) 2017 - Aufstieg in die OL-Schleswig-Holstein (4. Liga) 1984 |